# Slatington
Slatington es un borough ubicado en el condado de Lehigh en el estado estadounidense de Pensilvania. En el año 2000 tenía una población de 4,434 habitantes y una densidad poblacional de 1,295.2 personas por km².

## Geografía
Slatington se encuentra ubicado en las coordenadas 40°45′9″N 75°36′33″O / 40.75250, -75.60917.

## Demografía
Según la Oficina del Censo en 2000 los ingresos medios por hogar en la localidad eran de $36,531 y los ingresos medios por familia eran $43,542. Los hombres tenían unos ingresos medios de $32,101 frente a los $23,796 para las mujeres. La renta per cápita para la localidad era de $16,189. Alrededor del 12.3% de la población estaba por debajo del umbral de pobreza.